# 도쿄 지하철 8000계 전동차
도쿄 지하철 8000계 전동차(일본어: 東京地下鉄8000系電車)는 1981년부터 운행하고 있는 도쿄 메트로 (이전 제도고속도교통영단)의 전동차이다.

## 개요
1980년부터 생산이 되었고 1981년에 최초로 운행을 시작했다. 이 열차는 도쿄 지하철 6000계 전동차, 도쿄 지하철 7000계 전동차 모델을 기반으로 제작된 열차로 이 모델과 유사한 편이다. 1994년까지 19편성이 도입되었고 가와사키 중공업, 긴키 차량, 일본차량제조, 도큐차량제조에서 제작되었다.
2004년에 VVVF 인버터 제어 IGBT 개조 작업을 시작했다. 2016년에 LED 행선지로 교체했다.

## 편성
- 도쿄 지하철 8000계 전동차는 다음과 같은 편성으로 구성하고 있다.[4]

### 개조 이전
| 호차 | 1    | 2    | 3    | 4    | 5    | 6    | 7    | 8    | 9    | 10   |
| ---- | ---- | ---- | ---- | ---- | ---- | ---- | ---- | ---- | ---- | ---- |
| 명칭 | CT1  | M1   | M2'  | M1   | Mc2  | Tc1  | T2'  | M1   | M2   | CT2  |
| 번호 | 8100 | 8200 | 8300 | 8400 | 8500 | 8600 | 8700 | 8800 | 8900 | 8000 |

- 2호차, 4호차, 8호차에 팬터그래프가 존재한다.[4]

### 개조 이후
| 호차 | 1    | 2    | 3    | 4    | 5    | 6    | 7    | 8    | 9    | 10   |
| ---- | ---- | ---- | ---- | ---- | ---- | ---- | ---- | ---- | ---- | ---- |
| 명칭 | CT1  | M1   | T3   | M1   | Mc2  | Tc1  | T2'  | M1   | M2   | CT2  |
| 번호 | 8100 | 8200 | 8300 | 8400 | 8500 | 8600 | 8700 | 8800 | 8900 | 8000 |

- 2호차, 4호차, 8호차에 팬터그래프가 존재한다.[4]

## 현황
현재 운행 중인 차량은 가독성을 높이기 위해 굵은 글씨로 표시했다.
| 차호     | 도입 시기             | 개조 시기 | 운행 중단 시기 | 비고                    |
| -------- | --------------------- | --------- | -------------- | ----------------------- |
| 801 편성 | 1981년, 1994년        | 2006년    | 운행 중        |                         |
| 802 편성 | 1981년, 1994년        | 2006년    | 2023년         |                         |
| 803 편성 | 1981년, 1994년        | 2005년    | 2021년         |                         |
| 804 편성 | 1981년, 1994년        | 2010년    | 2025년         |                         |
| 805 편성 | 1981년, 1994년        | 2009년    | 2022년         |                         |
| 806 편성 | 1981년~1982년, 1994년 | 2005년    | 2025년         |                         |
| 807 편성 | 1982년, 1994년        | 2008년    | 2021년         |                         |
| 808 편성 | 1982년, 1988년        | 2011년    | 2022년         |                         |
| 809 편성 | 1982년, 1988년        | 2004년    | 운행 중        |                         |
| 810 편성 | 1990년                | 2015년    | 2024년         | 10량 상태로 도입되었다. |
| 811 편성 | 1988년                | 2009년    | 2021년         | 10량 상태로 도입되었다. |
| 812 편성 | 1987년                | 2012년    | 2022년         | 10량 상태로 도입되었다. |
| 813 편성 | 1987년                | 2009년    | 2022년         | 10량 상태로 도입되었다. |
| 814 편성 | 1987년                | 2014년    | 2022년         | 10량 상태로 도입되었다. |
| 815 편성 | 1987년, 1988년        | 2014년    | 운행 중        | 8량 상태로 도입되었다.  |
| 816 편성 | 1987년, 1988년        | 2011년    | 운행 중        | 8량 상태로 도입되었다.  |
| 817 편성 | 1987년, 1988년        | 2013년    | 2022년         | 8량 상태로 도입되었다.  |
| 818 편성 | 1987년, 1988년        | 2010년    | 운행 중        | 8량 상태로 도입되었다.  |
| 819 편성 | 1987년, 1988년        | 2014년    | 2022년         | 8량 상태로 도입되었다.  |

## 차내 사진

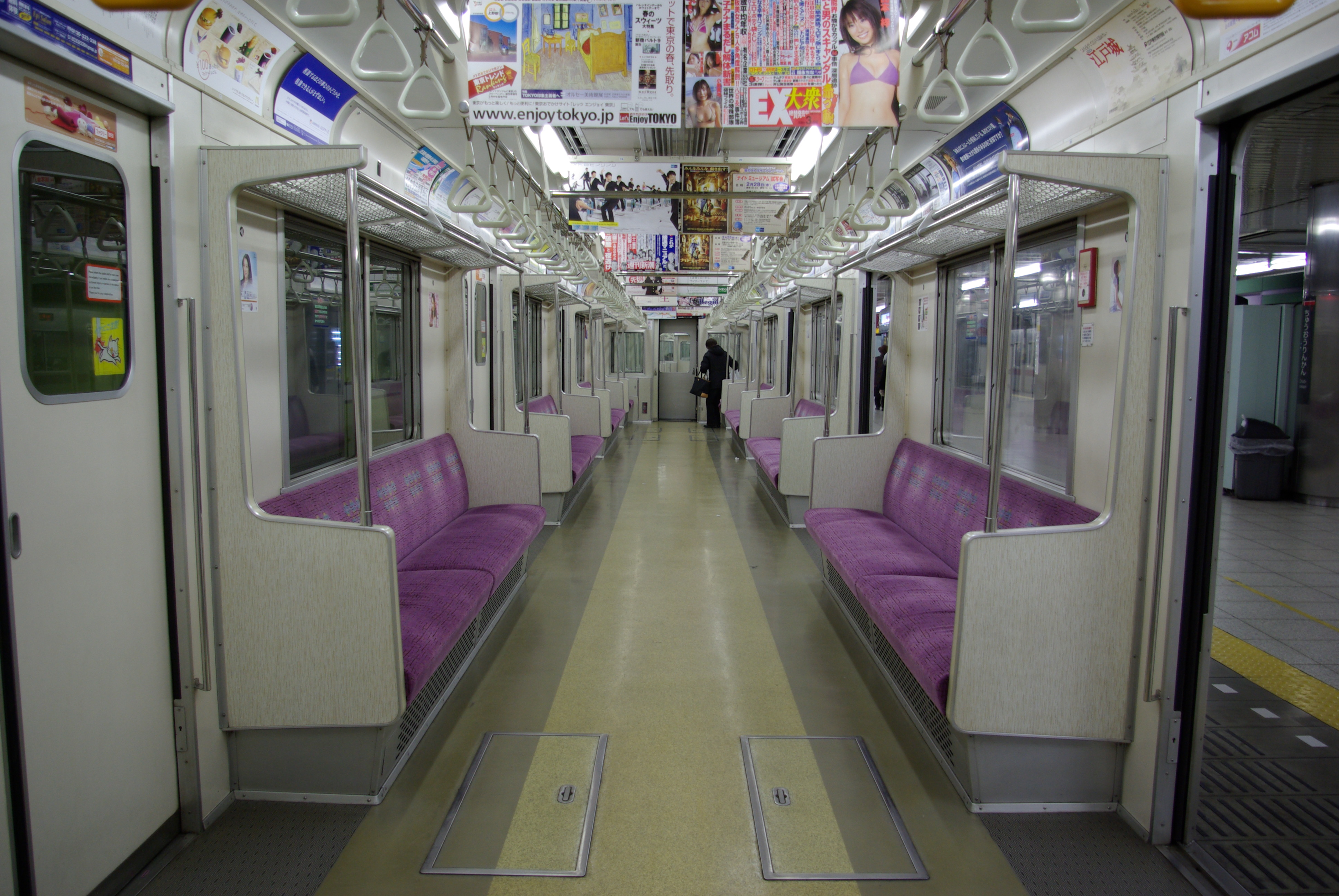
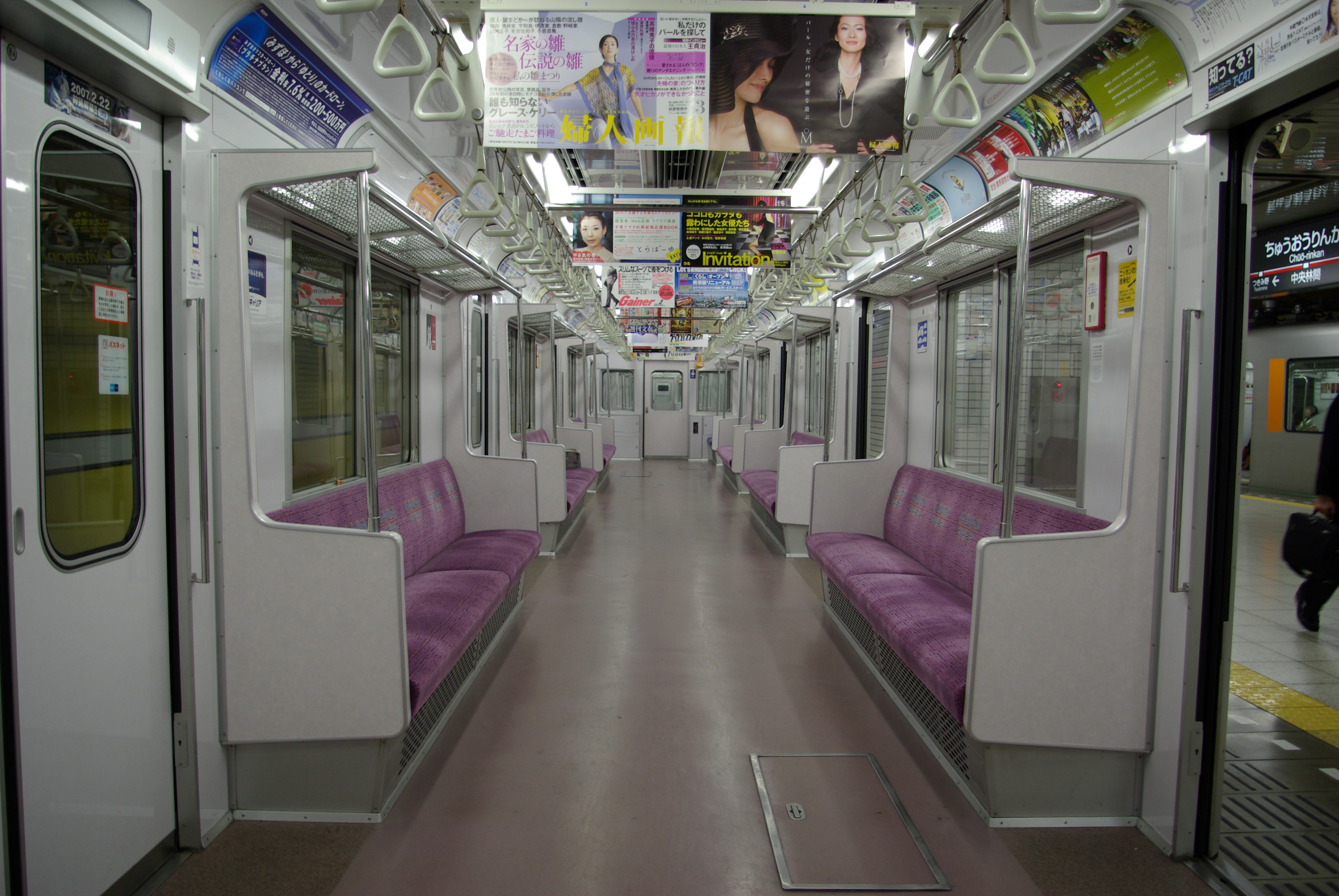
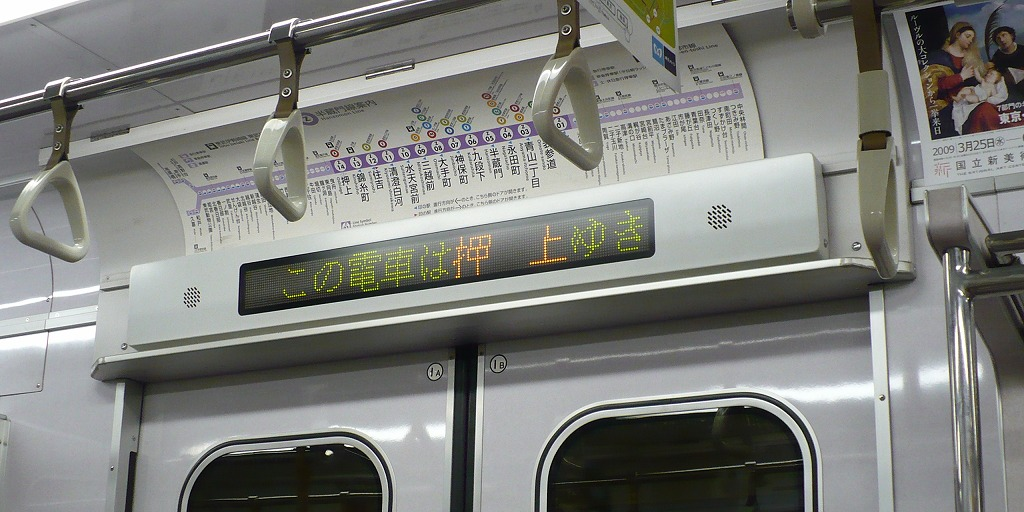
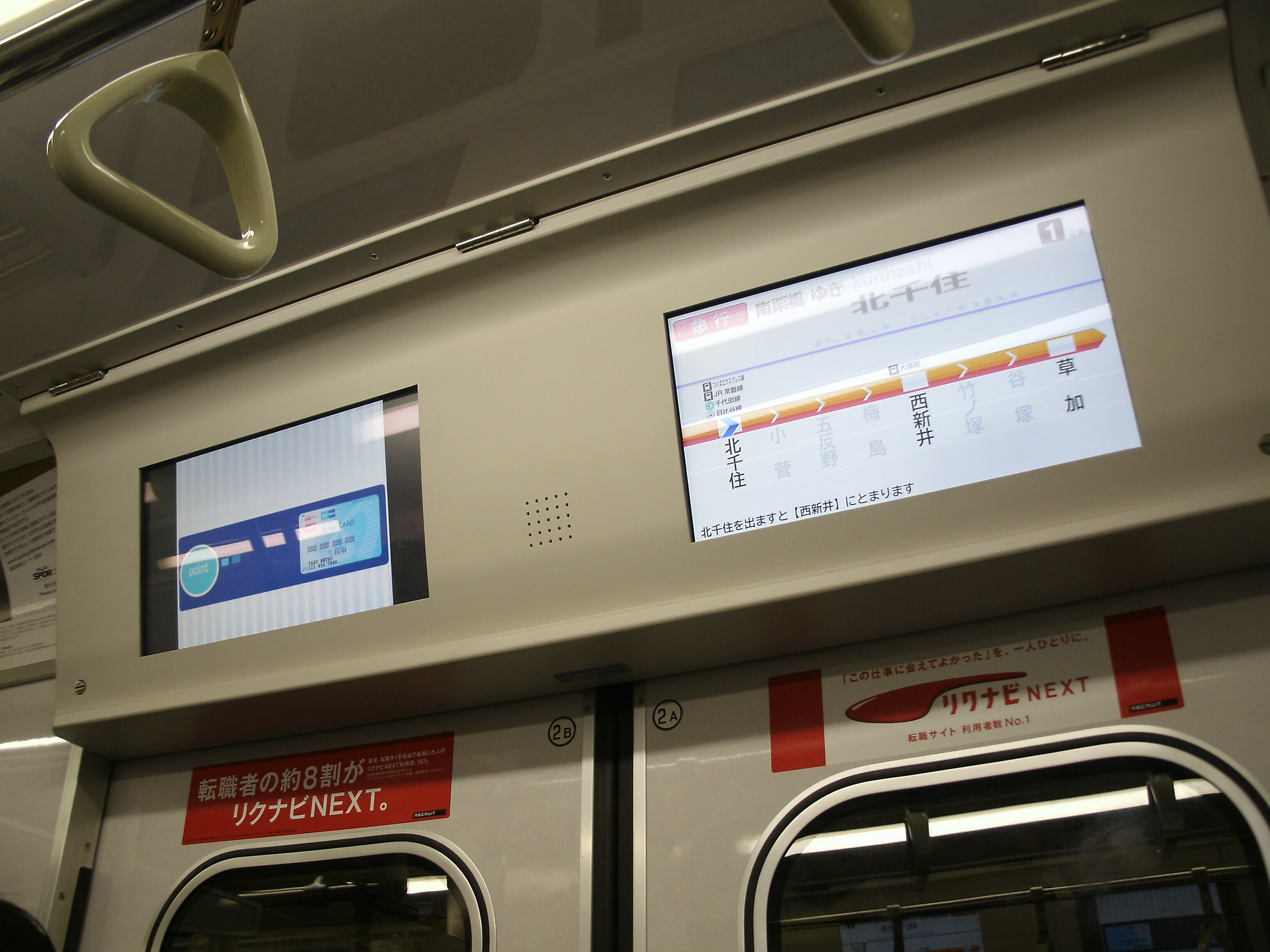
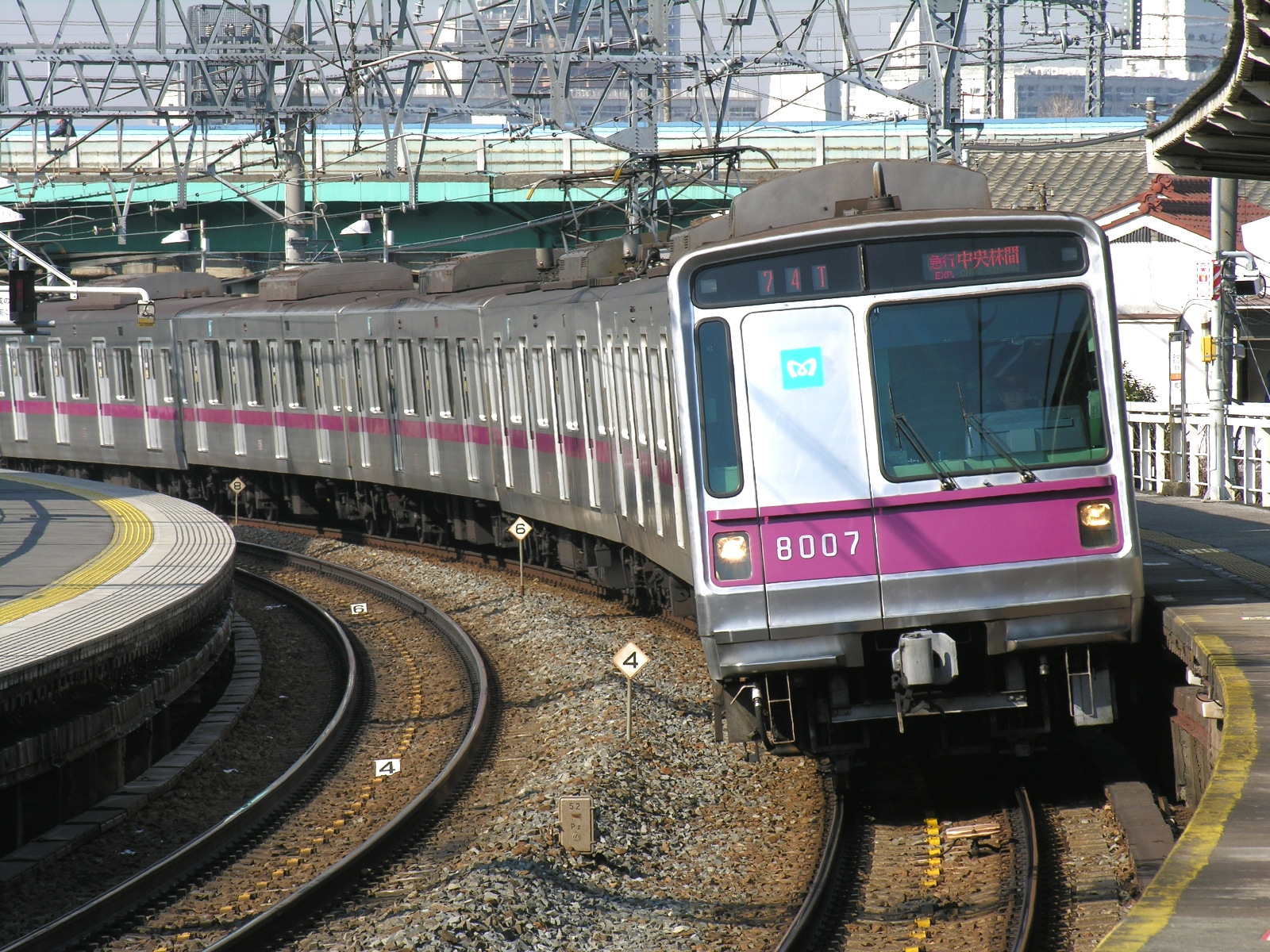